# Samantha Macuga
Samantha Macuga detta Sam (17 febbraio 2001) è una saltatrice con gli sci statunitense.

## Biografia
Samantha Macuga, originaria di Park City, è sorella della sciatrice alpina Lauren e della sciatrice freestyle Alli; attiva dal settembre del 2016, ha esordito in Coppa del Mondo il 15 gennaio 2023 a Zaō (40ª) e ai Campionati mondiali a Planica 2023, dove si è classificata 36ª nel trampolino lungo e 10ª nella gara a squadre. Non ha preso parte a rassegne olimpiche.

## Palmarès

### Coppa del Mondo
- Miglior piazzamento in classifica generale: 57ª nel 2024